# Zanjan (provins)
Zanjan (persiska: زنجان) är en provins i nordvästra Iran. Den hade 1 057 461 invånare 2016, på en yta av 21 773 km². Administrativ huvudort är staden Zanjan.

## Administrativ indelning
Provinsen Zanjan var vid folkräkningen 2016 indelad i åtta delprovinser (shahrestan), i sin tur indelade på ytterligare administrativa nivåer.
- Abhar
- Ijrud
- Khodabandeh
- Khorramdarreh
- Mahneshan
- Tarom
- Soltaniyeh
- Zanjan